# Kenji Inoue
Kenji Inoue (n. 5 noiembrie 1976, Kyoto, Japonia) este un luptător ce a reprezentat Japonia, medaliat olimpic. A participat la o ediție a Jocurilor Olimpice (2004) în care a câștigat o medalie de bronz.

## Participări
Lista de mai jos prezintă principalele competiții la care a participat Kenji Inoue de-a lungul carierei.
- wrestling at the 2004 Summer Olympics – men's freestyle 60 kg[*]